# 狩野恵里
狩野 恵里（かのう えり、1986年10月29日 - ）は、テレビ東京アナウンサー。

## 人物・エピソード
東京都青梅市出身（実際の出生地は島根県松江市）。小学6年の途中から高校2年まで、アメリカ（テキサスに1年間、カリフォルニアに4年間）に住んでいて、現地の日本人学校と日本語学校に通っていた。このテキサス在住時の日本人学校では松村未央（現・フジテレビアナウンサー）と同級生であったという。
国際基督教大学教養学部語学科日本語学専攻卒業後、2009年4月1日、テレビ東京にアナウンサーとして入社。身長159cm、体重52.7kg。同期入社は林克征。先輩アナウンサーの相内優香と秋元玲奈の「ダブルA」に対し、共に血液型がB型であるため、「今年はダブルB」と発言していた。趣味は、ピアノ、スポーツ（フライングディスクを投げて走ってダイブ!）、言語を覚えること。
自身曰く、「自信のある身体のパーツは「おしり」」とのこと。
大学時代にアルティメットの選手として活動していた。その時の部内でのニックネームは“えりソック”であった。また、サッカーと新体操・陸上競技もやっていたことがある。アイススケートで軽快な滑りを見せたこともある。
2009年7月25日放送の『隅田川花火大会』中継のヘリコプターリポートにおいて、アナウンサーとしてデビューした。
中型自動車免許（中型車は8tに限る、AT限定）取得者である。またサイクリング好きであり、愛用の自転車はホワイトのGIANT FRAIS（ジャイアント・フレ）。自転車漫画『弱虫ペダル』のファンでもあり、『劇場版 弱虫ペダル』ではリポートアナウンサーの役で声優として出演している。
自身には映画好きの弟がおり、弟が推薦する映画を鑑賞することがある。
ファッションには無頓着な方で、「着られれば何でも良い」と言う。先輩の秋元玲奈が「自分が不要になった古着を狩野に譲渡している」ことを明かしているが、その秋元は狩野のファッションへの無頓着ぶりが心配になり、出勤時に狩野の服装チェックを欠かさないと語っている。
2013年4月1日付でニューヨーク支局へ転勤した先輩の大江麻理子に代わり、『モヤモヤさまぁ〜ず2』を担当することになる。「モヤさま」初登場時三村マサカズから「38歳の子持ち」と言われる。
2016年8月11日、レーシングドライバーでスーパーフォーミュラチャンピオンの山本尚貴と結婚。同年12月18日に挙式。
2016年11月7日に放送開始の経済ニュース新番組『ゆうがたサテライト』にキャスターとして起用され、本格的に報道キャスターへのステップアップを図る。
2017年10月2日、第1子妊娠を報告。
2017年11月3日、産休に入ることを発表。
2018年2月17日、自身のTwitterにて、第1子・第2子となる双子の女児を出産したことを報告した。
2020年2月、2年4か月の産休・育休からテレビ東京アナウンス部へ復職した。

## 『モヤモヤさまぁ〜ず2』
- 初台・幡ヶ谷編ではバク転教室で側転を披露[18]。新体操の経験もある[26]。
- 自分より身体の大きな動物が苦手。横浜編ではポニーの馬車に乗れず、その代わりにポニーと徒競走で対決した。札幌編では動物園「ノースサファリサッポロ」を訪れて餌やり体験をする事になり、ペリカンやカンガルーに絶叫・号泣した[27]。
- 公式プロフィールで趣味と記載したピアノや、前述のようにカラオケで唄を披露する機会もある。ピアノがあれば必ず演奏を披露しており、自身の番組卒業時や10周年SP、大橋未歩アナ卒業SPでは自身が作詞作曲を手掛けたオリジナル曲を弾き語りで披露した[28][29]。
- 2016年7月24日放送「横浜」編のエンディングにて、同番組を今秋にて卒業すると発表[30][31]、同年10月16日放送の「狩野アナ卒業SP inハワイ」をもって卒業となった[32]。
- 2018年10月21日放送「本郷」編のオープニングにて、育児休暇中にたまたま子供を連れてロケ現場付近に来ていた為、さまぁ～ずに呼ばれて出演した。
- 2024年1月27日に放送された『伊集院光&佐久間宣行の勝手にテレ東批評』の中で、「（モヤさま出演をきっかけに、アナウンサー人気）ランキングで600位だったのが3位くらいになるほど人気が出た」と、さまぁ～ずをゲストに迎えた際のトークで話題になった[33]。

## 出演

### 現在のレギュラー番組
- 昼サテ（木曜、2020年3月30日 - ）
- ソレダメ!〜あなたの常識は非常識!?〜（2020年4月15日 - ）
- 家、ついて行ってイイですか?（2020年7月15日、8月5日、12日、9月9日 - ）

### 過去の出演番組
- 怨み屋本舗 (テレビドラマ) （2009年7月10日、17日） - テレビキャスター（セリフ無し）
- Jナビ（2009年7月27日 - 2011年4月） - 不定期出演
- アナオシ!（2009年8月2日 - 2010年2月） - 不定期出演
- Hi! Hey! Say!（2009年8月15日） - ロケ
- A×A ダブルエー（2009年10月19日、20日、21日） - 『ゴッドタン』のDVD紹介
- 芸能界ヘタレ脱出プロジェクト おバカJAPAN（2009年9月10日） - 高所恐怖症No.1決定戦 MC
- タイムスリップハウマッチ（2009年9月18日） - モグタンと、レポーターとして出演
- ミリオン家族（2009年10月6日・2時間SP） - ディーラー担当
- 毎日かあさん（2009年11月25日・1時間SP） - バラエティ部分
- FILM FACTORY（2010年1月6日、13日、20日、27日） - 監督としてドラマを制作
- 2010 FIFAワールドカップ速報（2010年6月14日 - 18日、21日 - 25日）
- 所さんの学校では教えてくれないそこんトコロ!（2010年7月9日、12月24日（レポーター）、10月8日（コーナーMC））
- あら簡単!世界レシピ（2010年4月9日 - 10月1日） - ナレーター
- デジケン（2010年3月29日 - 10月1日）
- 小谷真生子 アジアのホンネ 現場に聞けば見えてくる（2010年12月29日） - アシスタント
- ブランニュー!（2009年9月6日 - 2011年4月17日）
- 逢坂剛カディスの赤い星2011（2011年4月30日） - ナレーター
- E morning
  - 生活情報（第2部進行）担当（月・金曜担当、2009年9月28日 - 2010年3月26日） - なお、「Eホリディ」は2009年9月18日から出演
  - 生活情報（第2部進行）担当（月 - 水曜担当、2010年4月5日 - 2011年9月28日）
- 7スタBratch!
  - 「Bratch隊が行く!」コーナー進行（月 - 水曜担当、2010年10月4日 - 2011年3月30日）
  - 番組進行とレポーター（月・火曜担当、2011年4月4日 - 9月27日）
- もしもドラフト会議（2011年12月30日） - レポーター
- グランドスラム・東京2012（2012年11月30日、12月1日、2日） - レポーター
- 第46回衆院選「池上彰の総選挙ライブ」（2012年12月16日 19:54 - 翌0:24） - ロケーション担当。旧番組名『池上彰の選挙スペシャル』
- TVチャンピオン レゴブロック王選手権 お正月SP（2013年1月1日7:55 - 9:30） - アシスタント
- たかの友梨シンデレラ2013（2013年2月3日） - 司会
- 宇宙ニュース（2013年2月14日 - （代理出演）、2013年3月28日 - 9月26日（後任））
- ニュースモーニングサテライト 天気キャスター（月 - 水曜担当、2010年6月28日 - 2013年3月27日）
- 日本選手権競輪中継（2013年3月24日） - レポーター
- ワールドビジネスサテライト
  - 「トレンドたまご」コーナー（木曜担当、2010年4月1日 -2011年3月10日 /なお、2009年9月2日、12月17日に須黒清華の代理で出演経験あり）
  - 「震災@ネット」（木曜担当、2011年3月17日 - 2011年3月31日 「トレンドたまご」コーナーは休止）
  - 「トレンドたまご」コーナー（金曜担当、2011年4月8日 - 2012年3月30日）
  - 「トレンドたまご」コーナー（木曜担当、2012年4月5日 - 2013年3月28日[34]）
- 宇宙ニュース（2013年4月5日 - 2013年9月）
- L4 YOU!プラス（2013年4月1日 - 9月24日） - 月曜日・隔週火曜日担当サブキャスター
- 第36回平尾昌晃チャリティゴルフ（2013年11月24日） - 表彰式司会
- 競輪中継第55回 競輪祭（GI）決勝（2013年12月1日） - 司会、ナレーター、VTRレポーター、敢闘門レポーターは須黒清華
- 激論! よみがえれ日本柔道〜柔道グランドスラム東京から見えてきた真実〜（2013年12月29日） - 司会
- 新春!お笑い名人寄席（2014年1月2日） - 相撲部屋中継
- MISSION 001 〜みんなでスペースインベーダー（2014年1月3日） - 劇中ニュースキャスター役
- 新春トップアスリート頂上決戦 SHOW GUTS スポーツ（2014年1月4日） - レポーター
- なぞの転校生（2014年1月10日） - ニュースキャスター役
- 池上彰の経済教室（2014年4月20日[35] - 2015年3月28日）
- 全国昼めし旅〜おらが村の昼めしグランプリ!2〜（2015年5月16日） - スタジオ進行
- 土曜スペシャル
  - 全国昼めし旅〜おらが村の昼めしグランプリ!3〜（2015年10月17日） - スタジオ進行
  - 外国人に大人気!日本人が知らない!? 東京ガイドMAP（2016年1月23日） - MC
- ネオスポーツ the documentary![36]（2010年4月 - 2010年10月・2015年1月[37] - 2016年3月）
  - 平日版[38]
    - 金曜担当　2010年4月2日 - 2010年10月1日
    - 月曜担当　2015年1月5日 - 2016年3月28日

  - 週末版
    - 土曜担当　2015年1月10日 - 2016年3月26日
- トラの門スポーツ（不定期出演）
- SUPER GT+（2012年4月1日 - 2016年6月12日[39]）
- 追跡LIVE! Sports ウォッチャー（2016年4月 - 2016年10月）
  - 週末版
    - 土曜担当[40] 2016年4月2日 - 2016年10月1日

  - 平日版
    - 金曜担当　2016年4月8日 - 2016年9月30日
- NEWSアンサー（2016年10月3日 - 10月5日[41]）
- モヤモヤさまぁ〜ず2（2013年4月21日 - 2016年10月16日[42]）
- 田村淳のBUSINESS BASIC（BSジャパン、2016年4月10日 - 2017年1月29日） - 進行 [43]
- ゆうがたサテライト（2016年11月7日 - 2017年11月3日） - メインキャスター[44]
- 東急ジルベスターコンサート（2016年・2020年 - 2023年、毎年12月31日開催） - 司会[45]

他多数
他局への出演
- とんねるずのみなさんのおかげでした（2014年3月26日、フジテレビ） - 『モヤモヤさまぁ〜ず2』の香川県ロケ中に新・食わず嫌い王決定戦に出場中の大竹一樹と（三村と）一緒に中継出演し、初のテレビ東京以外のカメオ出演
- 初めて○○やってみた（2014年8月20日、テレビ朝日） - ハミテレとのコラボ企画で、同期アナウンサーの宇賀なつみと対決

### ラジオ番組
- InterFM
  - PLASMA RADIO（2009年10月1日、2日）
  - TOKYO ANIME STREAM EX「ネ申谷田丁 バー」（2011年3月6日、20日、27日）
- ソラトニワ原宿（Webラジオ）
  - 寺崎と裕香いな仲間たち♪ on the Radio（2014年1月6日） - ゲスト出演

### その他
- JR東日本トレインチャンネル・日経電車版（デジタルサイネージ）

### 学生時代のメディア出演
- 萌え系憲法入門（DVD、2007年5月25日）
- 基礎力.net「一流の基礎力インタビュー」（2008年）

## 執筆・出版

### 新聞・雑誌
- 日刊スポーツ 新聞グラビアコラム 『アナグラ』（2010年4月／毎週土曜日）
- B.L.T. アナウンサー・リレー連載『E morning』（2010年1月号）

### 書籍
- 『半熟アナ』（2016年2月、KADOKAWA） ISBN 978-4046013897